# Urs Zimmermann
Urs Zimmermann (ur. 29 listopada 1959 w Mühledorf) jest byłym szwajcarskim kolarzem szosowym. 
Dwukrotnie stał na podium dwóch "Wielkich Tourów" - był trzeci na Tour de France 1986 i na Giro d'Italia 1988. Wygrywał również inne wyścigi etapowe: Tour de Suisse, Dauphiné Libéré i Critérium International. Był też mistrzem swojego kraju w wyścigu szosowym w roku 1986. 
W roku 2002 wydał autobiografię pt. "Im Seitenwind" (Przy bocznym wietrze). Obecnie mieszka w Zurychu.

## Przynależność drużynowa
- 1983–1984 - Cilo-Aufina
- 1985–1989 - Carrera Jeans-Vagabond
- 1990 - 7 Eleven-Hoonved
- 1991–1992 - Motorola